# Dunstable Priory

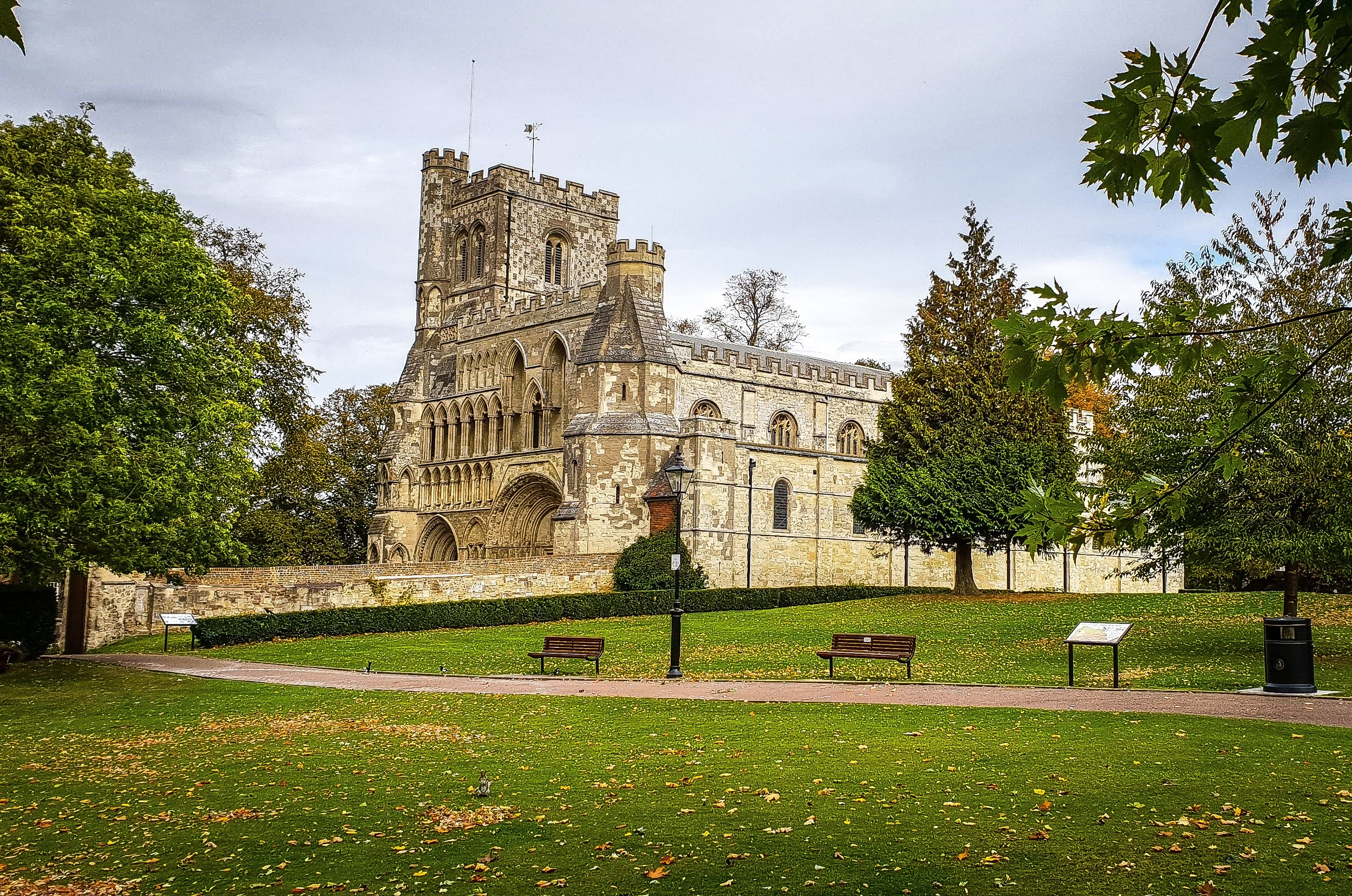
Dubstable Priory.

A Igreja do Priorado de São Pedro com seu mosteiro (Dunstable Priory) foi fundada em 1132 por Henrique I para os Cônegos Agostinianos em Dunstable, Bedfordshire, Inglaterra. Hoje, a Basílica de São Pedro é somente a nave do que resta de uma igreja originalmente muito maior do priorado agostiniano. Os edifícios monásticos consistiam em dormitório para os monges, enfermaria, estábulos, oficinas, padaria, cervejaria e despensa. Tinha também um albergue para peregrinos e viajantes, cujos restos mortais é conhecido hoje como Casa do Priorado. Em frente ao Priorado estava um dos palácios reais pertencentes a Henrique I, conhecido como Kingsbury.
A atual igreja e o decano fazem parte da arquideaconaria de Bedford, situada na Diocese de St Albans. Tornou-se um edifício listado como Grau I em 25 de outubro de 1951.